# Stazione di Cixerri
La stazione di Cixerri è una fermata ferroviaria in disuso a servizio della omonima località, sita al confine tra i comuni di Iglesias e Carbonia (nel cui territorio lo scalo è compreso), posta sulla ferrovia Villamassargia-Carbonia, gestita da Rete Ferroviaria Italiana (gruppo Ferrovie dello Stato).

## Storia
La stazione fu costruita tra gli anni quaranta e i cinquanta, decenni in cui furono effettuati i lavori di realizzazione dell'intera linea ferroviaria a scartamento ordinario tra Villamassargia e Carbonia. La ferrovia fu inaugurata nel novembre 1956 e con essa fu attivata anche la stazione di Cixerri, situata nelle campagne a est di Barega e che deve il suo nome all'omonimo rio che scorre a pochi metri di distanza dallo scalo.

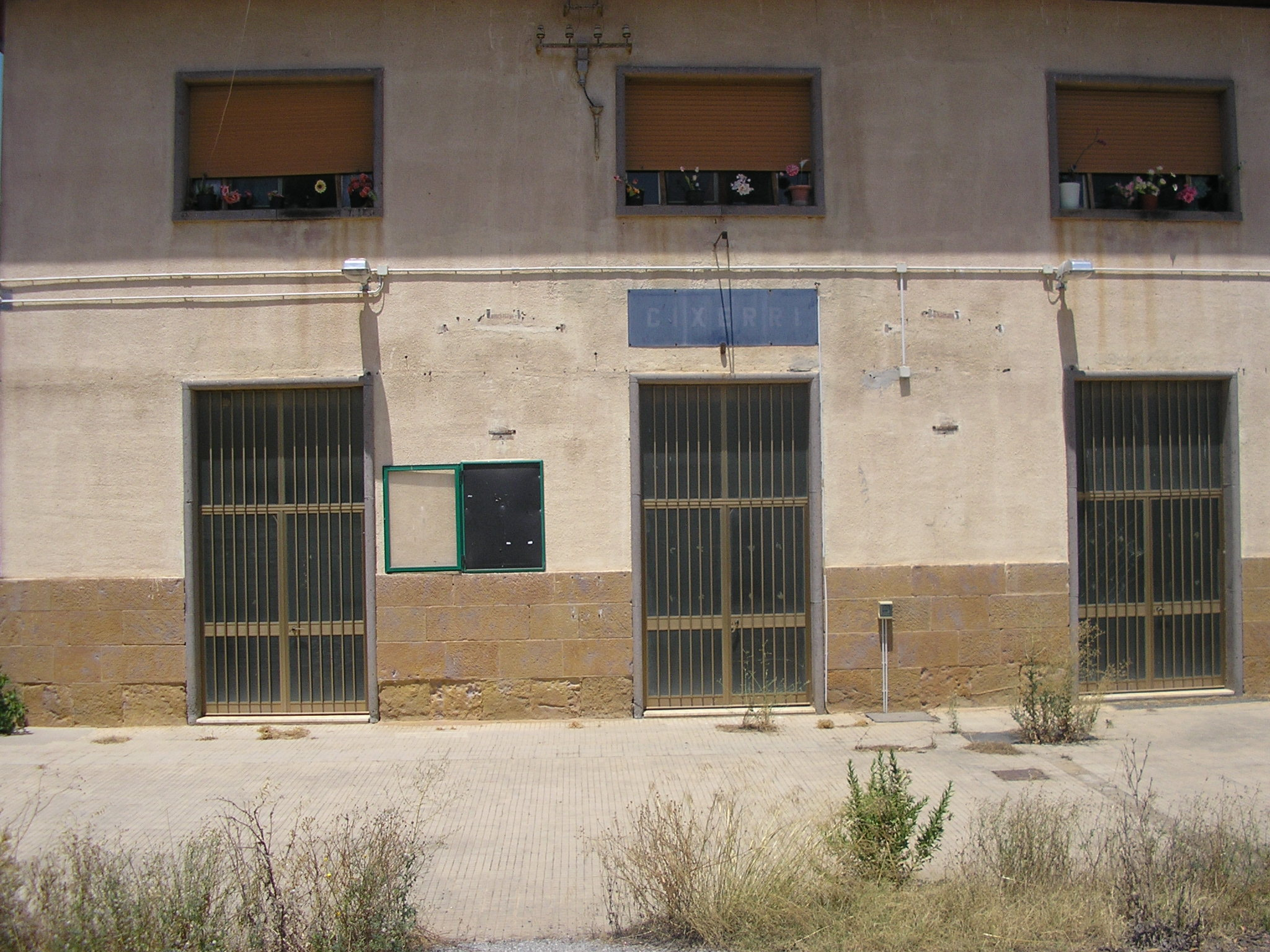
La facciata del fabbricato viaggiatori nel 2008, anno di cessazione del traffico nella fermata

Data la sua posizione isolata la stazione, dotata in origine di 3 binari per i servizi passeggeri e merci, sin dai primi anni di attività non fu oggetto di volumi di traffico rilevanti (nel 1963 la media era di 2 viaggiatori al mese e una mole di traffico merci trascurabile), ma l'impianto continuò a essere presenziato per vari decenni data anche la necessaria gestione in loco di due passaggi a livello.
Negli anni novanta la stazione fu trasformata in fermata con la rimozione di due dei tre binari di cui disponeva (rimase il solo binario 2, quello di corsa), e continuò a essere utilizzata per il solo servizio passeggeri, benché nella seconda parte di quello stesso decennio diminuirono le corse aventi come tappa intermedia lo scalo di Cixerri. Negli anni duemila la fermata, ormai impresenziata, venne sempre meno utilizzata dai convogli in transito sulla Villamassargia-Carbonia, tanto che nella seconda metà del decennio l'impianto era servito da una singola coppia di corse. Si arrivò così alla cessazione del servizio passeggeri a partire dal 14 dicembre 2008.
Da allora la fermata non è più utilizzata per alcun tipo di traffico, pur permanendo attiva come località di servizio.

## Strutture e impianti

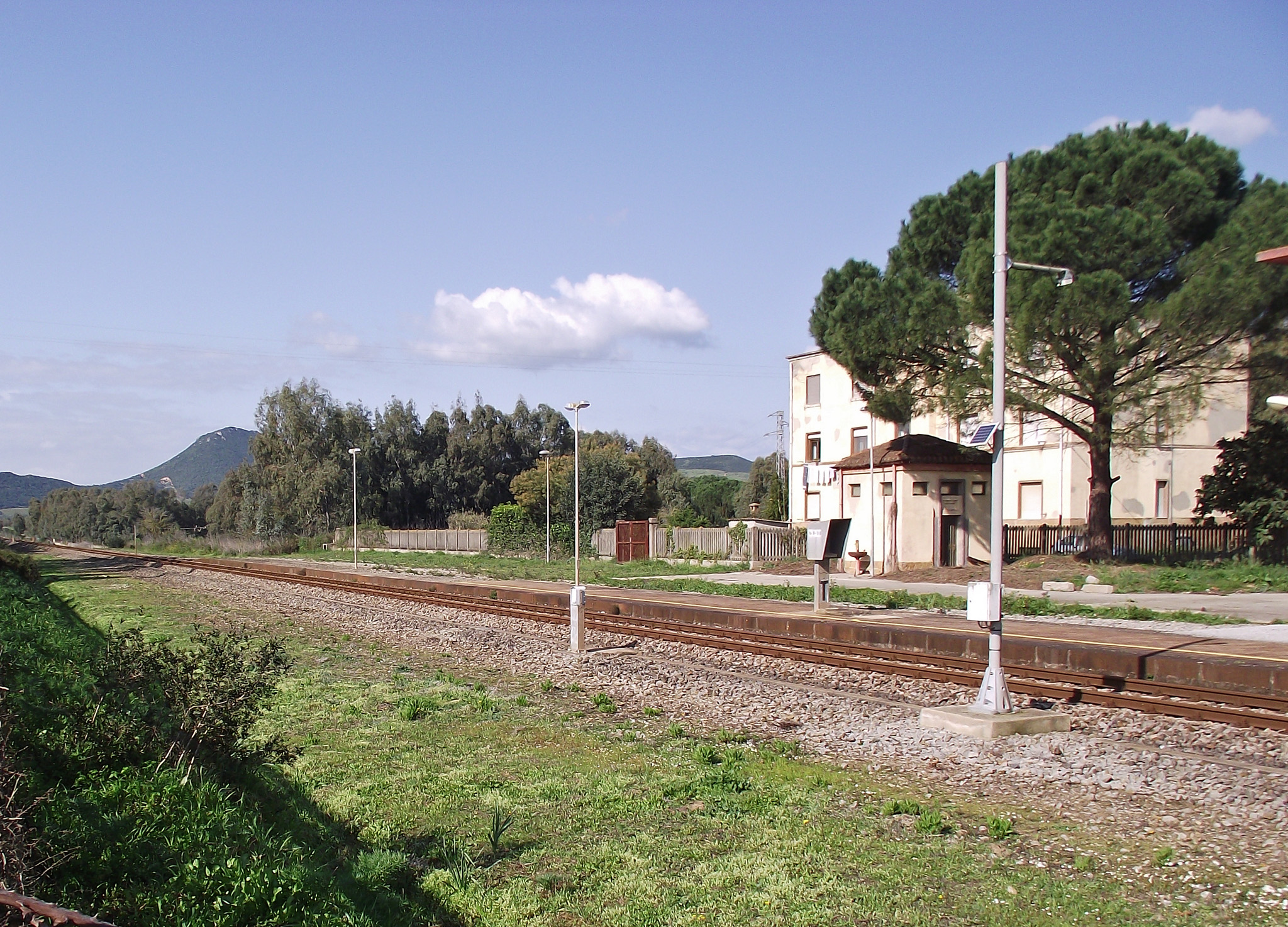
Il binario della fermata visto in direzione Carbonia. Sulla destra il fabbricato dei servizi igienici e la palazzina ospitante in passato gli alloggi del personale di stazione

Lo scalo dispone del solo binario di corsa, a scartamento ordinario (1435 mm) non elettrificato affiancato da una singola banchina, priva di copertura e separata dal marciapiede del fabbricato viaggiatori, data la presenza in origine di un binario tra i due manufatti: sino agli anni novanta infatti la stazione comprendeva anche un binario di incrocio più un tronchino di rimessaggio (originariamente passante).
La fermata di Cixerri è dotata di un fabbricato viaggiatori a pianta rettangolare, avente tre ingressi sul lato binari e uno sul lato stradale e con sviluppo su due piani (di cui il superiore trasformato in abitazione privata), dalle caratteristiche architettoniche analoghe a quelle dell'analoga struttura della ex stazione di Barbusi. Oltre ad un edificio per le ritirate, nel piazzale di accesso al fabbricato viaggiatori è presente una palazzina, destinata in origine agli alloggi degli addetti allo scalo.

## Movimento

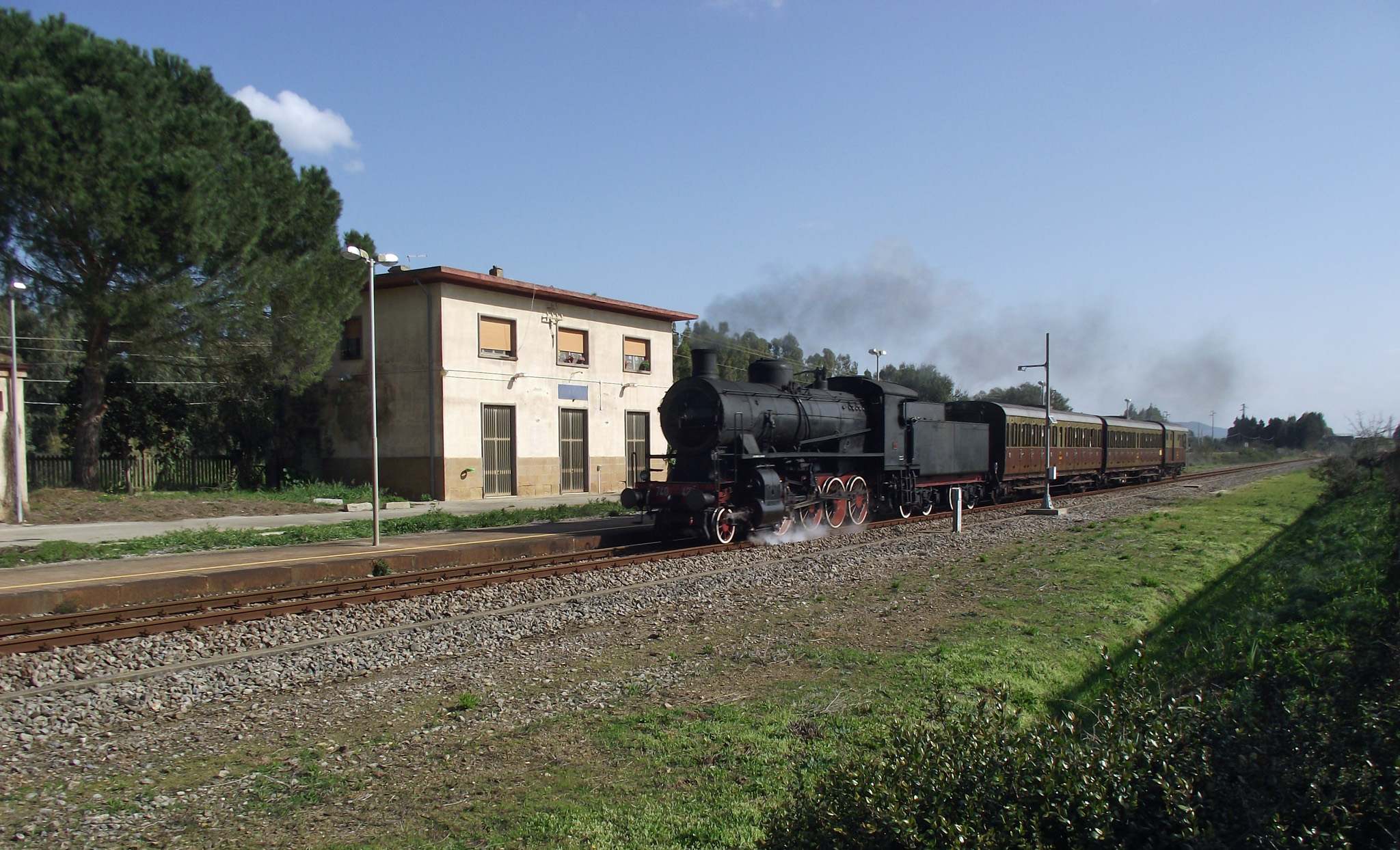
Convoglio storico in transito nella fermata: dal dicembre 2008 nessun treno ferma nell'impianto

La fermata dal 14 dicembre 2008 non è più servita da alcuna relazione passeggeri e da allora dinanzi alle strutture dello scalo i convogli effettuano il semplice transito. In precedenza era servita da treni regionali svolti da Ferrovie dello Stato ed in seguito dalla sua controllata Trenitalia.

## Servizi
Prima della chiusura al traffico passeggeri la fermata era classificata da RFI nella categoria "bronze".
Lo scalo dispone di una sala d'attesa e di servizi igienici, che furono a disposizione dell'utenza nei primi decenni di attività dell'impianto.

## Interscambi
A poche centinaia di metri dall'impianto sulla strada provinciale 85 è presente una fermata degli autoservizi urbani di Iglesias e interurbani, espletati in entrambi i casi dall'ARST.
- Fermata autobus